# Lucy in the Sky with Diamonds
Pistes de Sgt. Pepper's Lonely Hearts Club Band
With a Little Help from My Friends Getting Better
Lucy in the Sky with Diamonds est une chanson du groupe britannique The Beatles écrite par John Lennon mais créditée Lennon/McCartney. Elle apparaît sur l’album Sgt. Pepper’s Lonely Hearts Club Band sorti en 1967.
Elle est restée célèbre, d'une part à cause de ses initiales (LSD, bien que son auteur ait expliqué qu'il était parti d'un dessin de son fils Julian), et d'autre part pour avoir donné son nom à Lucy, un spécimen d'Australopithecus afarensis, vieux de 3,2 millions d'années, découvert en 1974 en Éthiopie. 

## Genèse
Selon le récit de John Lennon, son fils Julian, alors âgé de quatre ans, revient de la maternelle début 1967 avec un dessin qui, dit-il, représente une de ses camarades nommée Lucy O’Donnell. En montrant ce dessin à son père, Julian décrit son œuvre comme montrant « Lucy dans le ciel avec des diamants » (« Lucy in the sky with diamonds »). Plus tard, Julian Lennon raconte : « Je ne sais pas pourquoi je l’avais appelé comme ça ou pourquoi il s’est distingué de mes autres dessins. J’avais clairement de l’affection pour Lucy à cet âge. J’avais l’habitude de montrer à mon père tout ce que je fabriquais ou peignais à l’école, et c’est ce dessin-là qui a fait germer l’idée de cette chanson ». Lucy O'Donnell est morte à 46 ans, le 22 septembre 2009. 
Bien loin de l’interprétation faite du titre de la chanson — dont les initiales sont rapidement relevées en juin 1967 comme étant celles d’une fameuse substance hallucinogène, le LSD —, Lennon explique à maintes reprises qu’en dehors du dessin de son fils, ses sources principales d’inspiration pour les paroles surréalistes ont été Lewis Carroll (plus particulièrement Alice au pays des merveilles et De l'autre côté du miroir, ses deux livres préférés dans son enfance) et un très populaire programme humoristique de la radio anglaise appelé le Goon Show — la phrase « plasticine porters with looking glass ties » y faisant directement référence.

## Enregistrement
Tout comme With a Little Help from My Friends, Lucy in the Sky with Diamonds ne demande pas énormément de temps en studio. Deux jours suffisent pour enregistrer la chanson, les 1er et 2 mars 1967. Le 28 février est consacré aux répétitions, et le 1er mars, sept prises sont enregistrées à titre de « pistes d’accompagnement », comprenant la quasi-totalité des instruments (piano, guitares, orgue, batterie, maracas et basse). Paul enregistre la basse totalement à part. Le lendemain, les overdubs et les voix de Lennon et McCartney sont ajoutées à l’ensemble, ainsi que la guitare et la tampura indienne de George Harrison. Le résultat final donne la prise huit, qui est choisie pour figurer sur l’album.

## Analyse des paroles

### Description

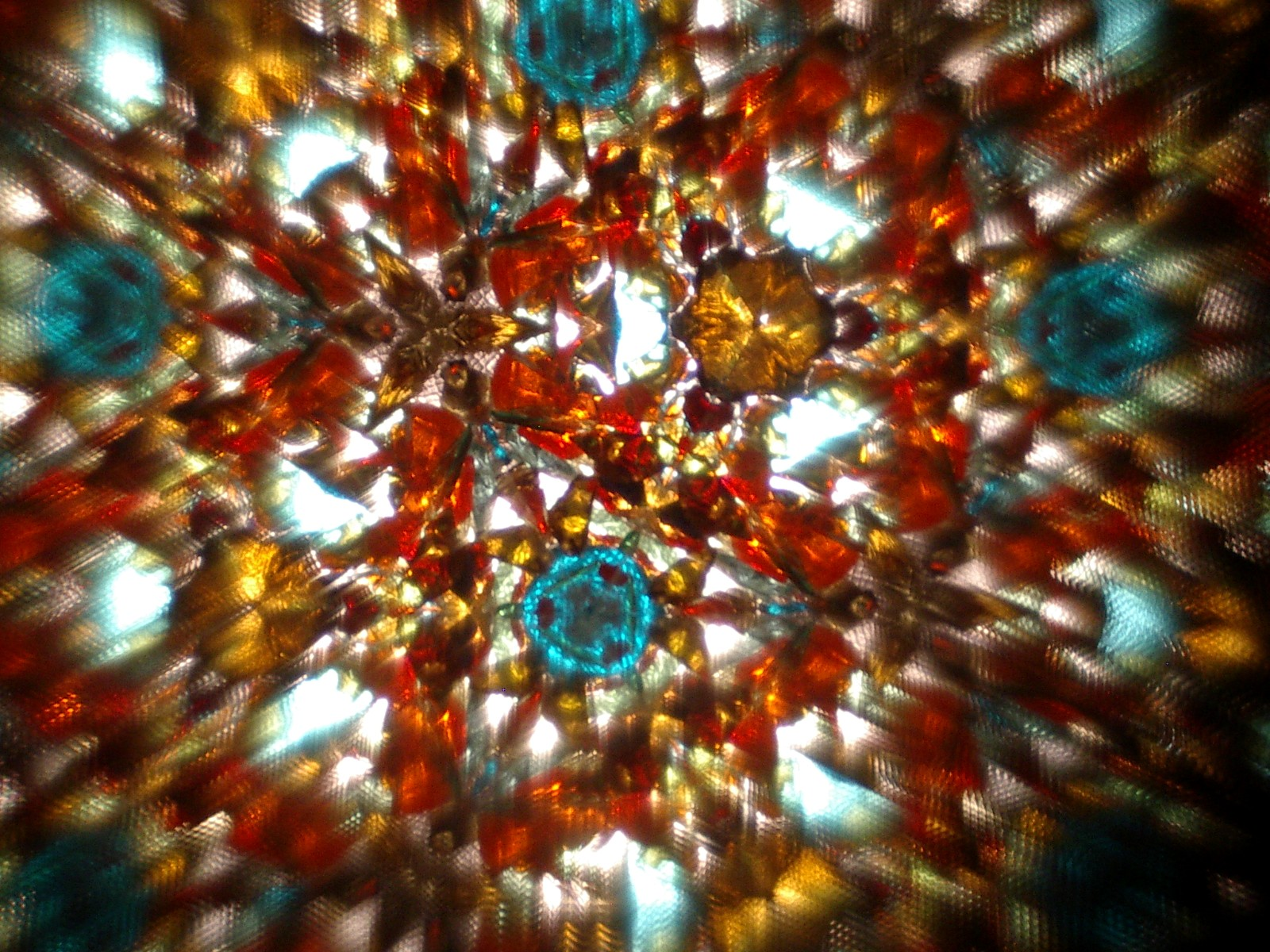
« Des yeux kaléidoscopes »

Lucy in the Sky with Diamonds est une chanson au style typiquement psychédélique, à la fois par son texte haut en couleur — qui contribue à étayer les rumeurs sur les allusions à la drogue — et par son ambiance sonore. La chanson est construite comme un rêve raconté, où l'auteur, John Lennon, invite l’auditeur à s’imaginer les situations qu’il décrit. Pour commencer, il s’agit de s’imaginer être dans un bateau, avec des « mandariniers » (« tangerine trees ») et des « cieux de marmelade » (« marmalade skies »), jusqu’à l’apparition d’un certain personnage : une fille aux yeux kaléidoscopes. Mais alors que des fleurs en cellophane jaune et vert se dressent sur votre tête, la fille disparaît. La chanson décrit alors la poursuite de cette fille, à travers des scènes remplies d’images psychédéliques. Dans cet univers où les fleurs grimpent très haut et où tout le monde sourit, on finit par arriver à un pont où des « gens sur des chevaux à bascule » (« rocking horse people ») mangent des tartes à la guimauve, et où des « taxis en papier journal » (« newspaper taxis ») apparaissent pour vous embarquer, la tête dans les nuages. Le dernier couplet commence à nouveau par une invitation, mais cette fois à s’imaginer dans un train, dans une gare où les porteurs, qui sont en plasticine, sont parés de « cravates en miroir » (« looking glass ties »). C'est à ce moment-là que réapparaît la fille aux yeux kaléidoscopes.

### Allusions présumées à la drogue
Alors que Lennon et les autres Beatles ont toujours été francs à propos de leur usage des substances psychotropes, ils ont toujours nié que Lucy in the Sky with Diamonds ait quelque chose à voir avec le LSD. Toutefois, dans une  interview en 2004, Paul McCartney parle ouvertement de cette époque, révélant que des chansons telles que Day Tripper ou Got to Get You into My Life évoquent clairement le LSD et la marijuana. Interrogé à propos de la chanson, Paul rappelle que son titre vient d’un dessin de Julian, mais ajoute cependant, trois décennies plus tard, qu’« il est assez évident que cette chanson a été inspirée par le LSD ».
Dans une interview en 1971, Lennon se souvient de la façon dont il a appris que les initiales de la chanson formaient les lettres « LSD » et d’avoir dans la foulée cherché si ce phénomène se produisait sur une autre chanson du groupe, pour parvenir à la conclusion que ce n’était pas le cas. Dans la même interview, il affirme que la chanson a été composée dans une tentative consciente de produire un texte poétique, puis confirme plus tard que les images viennent principalement d’Alice au pays des merveilles.
Ringo Starr déclare plus tard qu’il était présent lorsque Julian Lennon a montré sa « folle petite peinture ». McCartney se souvient de cette période où il passait du temps dans la pièce de musique de John Lennon, lui apportant ses suggestions pour les paroles : « Nous n’avons pas remarqué ces initiales « LSD » jusqu’à ce qu’elles soient découvertes lors de la publication du titre et à ce point, personne ne croyait à nos explications ».
En même temps, il est  clair qu’à l’époque où Lucy in the Sky with Diamonds est conçue et enregistrée, les Beatles expérimentent cette substance fréquemment. George Martin dément aussi que le thème de la chanson soit le LSD. Toutefois, le biographe Mark Lewisohn écrit qu’« il y a peu de doutes que ce ne soit pas la substance qui permit à toute cette imagerie colorée de sortir de l’esprit de Lennon pour arriver sur une feuille de papier ».
À propos de la première explication des Beatles (disant que le titre venait d'un dessin de Julian), Philip Norman dira ironiquement dans sa biographie de John Lennon que c'est une explication plausible « pour peu que l'on croie que John n'avait jamais consommé d'acide ni encouragé son usage, qu'il avait été totalement ignorant de la marche du monde et qu'il s’intéressait de façon suivie et attentive au travail scolaire de Julian ».

## Structure musicale
La chanson est d’une complexité typique des compositions de John Lennon durant les dernières années du groupe. Rythmiquement, la majorité de la chanson est jouée en binaire à 3/4 sauf le refrain, qui passe en 4/4. Mélodiquement, les couplets sont en la majeur, le pont en si bémol et le refrain en sol. La mélodie chantée par John Lennon est accompagnée par des arrangements instrumentaux très fouillés. C’est George Harrison qui a l’idée d’y apporter le « bourdon » caractéristique de la tampoura indienne sur les couplets — il se montrera très fier d’avoir pu inclure cet instrument dans une chanson « occidentale » et que cela fonctionne aussi bien —, et d’accompagner la mélodie chantée par John en jouant exactement les mêmes notes à la guitare sur certaines parties. En plus de la ligne de basse et des chœurs, Paul McCartney joue pour sa part les notes d’introduction de la chanson — jouant sur un orgue Lowrey DSO Heritage selon les sources, sur lequel seront appliqués des effets lui permettant de sonner comme un célesta — et la partie d’orgue rythmique sur les refrains.

## Fiche technique

### Interprètes
- John Lennon :  chant, maracas, guitare
- Paul McCartney : chœurs, basse, orgue Lowrey
- George Harrison : guitare solo, guitare acoustique, tamboura
- Ringo Starr : batterie

### musicien additionnel
- George Martin: piano

## Culture populaire
Cette chanson a donné son nom à l’australopithèque Lucy, dont le squelette fut découvert en Éthiopie, dans le triangle Afar, le 24 novembre 1974, par un groupe de chercheurs de différentes nationalités dont Donald Johanson, Tom Gray et Maurice Taïeb. Yves Coppens, lui aussi membre de l’expédition, rapporta dans plusieurs de ses ouvrages que ses collègues écoutaient différentes cassettes, dont une avec ce titre des Beatles, au moment où ils débattaient du nom à donner à leur découverte. La Nasa s'inspire de l'association entre le fossile et la chanson pour baptiser la sonde spatiale qui explorera les astéroïdes troyens qui peuplent l'orbite de la planète Jupiter. La sonde Lucy décollera en octobre 2021.
L’étoile BPM 37093, découverte en 2004 par des astronomes de Harvard, a été surnommée « Lucy » en référence à cette chanson. Des indices laissent croire qu'elle posséderait un noyau de carbone cristallisé; un diamant de 10 milliards de trillions de trillions de carats d'un diamètre de 4022 km.
Dans le livre d'Arthur C. Clarke, 2061 : Odyssée trois, le noyau en diamant de Jupiter (devenue une nouvelle étoile Lucifer) est appelé Lucy en hommage à cette chanson.
Dans le manga Fairy Tail, l'auteur, Hiro Mashima, nomme l'héroïne de l'histoire Lucy car celui-ci, durant la création des personnages, écoutait la chanson des Beatles.
Dans le film Sam, je suis Sam, le personnage se nomme Lucy Diamond en l'honneur de la chanson Lucy in the Sky with Diamonds.
Le groupe Pink Floyd, dans la chanson Let There Be More Light, avec la phrase « For there revealed into glowing robes which Lucy into the sky » fait aussi référence à la chanson des Beatles.
Le 12 août 2012, lors de la cérémonie de clôture des Jeux olympiques de Londres, des taxis en papier journal (Newspaper taxis) font le tour du stade olympique, référence directe à la phrase de la chanson de John Lennon, « Newspaper taxis appear on the shore / waiting to take you away... »

## Reprises
Singles de Elton John
The Bitch Is Back (en)
(1974) Philadelphia Freedom
(1975)
La reprise la plus connue de cette chanson fut enregistrée en 1974 par Elton John en compagnie de John Lennon, utilisant pour l’occasion le pseudonyme de Dr. Winston O’Boogie, aux chœurs et à la guitare. Le single atteignit la tête du Billboard Hot 100 et y resta deux semaines en janvier 1975. Quant à la plus bizarre, elle est l’œuvre de Frank Zappa, qui la faisait jouer par son groupe lors de son ultime tournée en 1988, mais il avait changé les paroles pour attaquer son « souffre-douleur » de l’époque, le télévangéliste Jimmy Swaggart. Cette version n’a jamais été publiée et elle n’est pas disponible dans son catalogue.
La palme de la version la plus déjantée appartient à William Shatner qui, pour l'album The Transformed Man, interprète le morceau à la fois comme une pièce narrative et une expérience psychédélique captée sur disque. Le résultat final fut loin de plaire aux fans des Beatles tout comme à ceux de Shatner lui-même, pourtant, certains diront que «c'est si moche que c'est bon à sa façon» !
Bono et son compère The Edge de U2 ont repris Lucy in the Sky with Diamonds pour le film Across the Universe en 2007. Katie Melua et The Black Crowes figurent aussi parmi les artistes qui ont interprété cette chanson.
De plus, Lucy in the Sky with Diamonds a été reprise par un groupe psychédélique emblématique : les Flamings Lips, avec comme invités Miley Cyrus et Moby, sur leur album With a Little Help from my Fwends, une reprise de l'album Sgt Pepper's.